# Санто-Стефано-Лодіджано
Санто-Стефано-Лодіджано (італ. Santo Stefano Lodigiano) — муніципалітет в Італії, у регіоні Ломбардія, провінція Лоді.
Санто-Стефано-Лодіджано розташоване на відстані близько 430 км на північний захід від Рима, 60 км на південний схід від Мілана, 27 км на південний схід від Лоді.
Населення — 1944 особи (2014).
Покровитель — S. Ignazio.

## Демографія
Населення за роками:

Станом на 1 січня 2023 року в муніципалітеті офіційно проживало 89 іноземців з 20 країн, серед них 30 громадян країн Євросоюзу та 2 громадяни України.

## Сусідні муніципалітети
- Казелле-Ланді
- Корно-Джовіне
- Фомбіо
- Малео
- П'яченца
- Сан-Фьорано
- Сан-Рокко-аль-Порто